# إسعاف سانت جون أستراليا
|               |                           |
| اختصار        | سجا                       |
| شعار          | لخدمة البشرية             |
| تشكيل - تكوين | 1883 ؛ منذ 137 سنة        |
| نوع           | شركة خيرية محدودة المنظمة |
| موقعك         | - أستراليا                |
| عضوية         | 12,631                    |
| الانتماءات    | سيارة إسعاف سانت جون      |
| موقع الكتروني | http://www.stjohn.org.au  |

اسعاف سانت جون أستراليا (المعروفة أيضًا باسم سانت جون) (SJAA) هي منظمة خيرية ذاتية التمويل مخصصة لمساعدة الأشخاص في المرض أو الكرب أو المعاناة أو الخطر. وهي جزء من منظمة دولية تتكون من ثماني أولويات تشكل وسام القديس يوحنا. يشار أحيانًا إلى المنظمة بشكل خاطئ على أنها «إسعاف سانت جون» بدلاً من «إسعاف سانت جون».
تم إنشاء مراكز تدريب سانت جون للإسعافات الأولية في أستراليا في أواخر القرن التاسع عشر. في 13 يونيو 1883، عقد اجتماع عام في ملبورن تاون هول لتشكيل فرع محلي للجمعية. بحلول نهاية يونيو 1883، تم إنشاء مركز تحت قيادة إدوارد نيلد.
تم إنشاء القسم الأول من لواء الإسعاف في سانت جون (المعروف الآن باسم الخدمات الصحية لحدث الإسعاف في سانت جون) في Glebe ، نيو ساوث ويلز في عام 1903. لا يزال قسم من هذه المنظمة يعمل حتى يومنا هذا ويُعرف باسم فرقة سانت جون للإسعاف جليب. بعد إنشاء هذا التقسيم الأولي، تحذو الولايات الأخرى حذوها، مع إنشاء أقسام في ولايات أخرى بعد فترة وجيزة. في عام 1987، تبنت المنظمة لقبًا عامًا واحدًا، "St John Ambulance Australia". تأسست حركة المتدربين في أستراليا في عام 1925 مع قسم في Glebe ، NSW. أول شارة جراند بريور الصادرة خارج المملكة المتحدة ذهبت إلى طالب عسكري من قسم ماريكفيل كاديت في عام 1933 اسمه ماريون هيجنز.

## هيكل القديس يوحنا

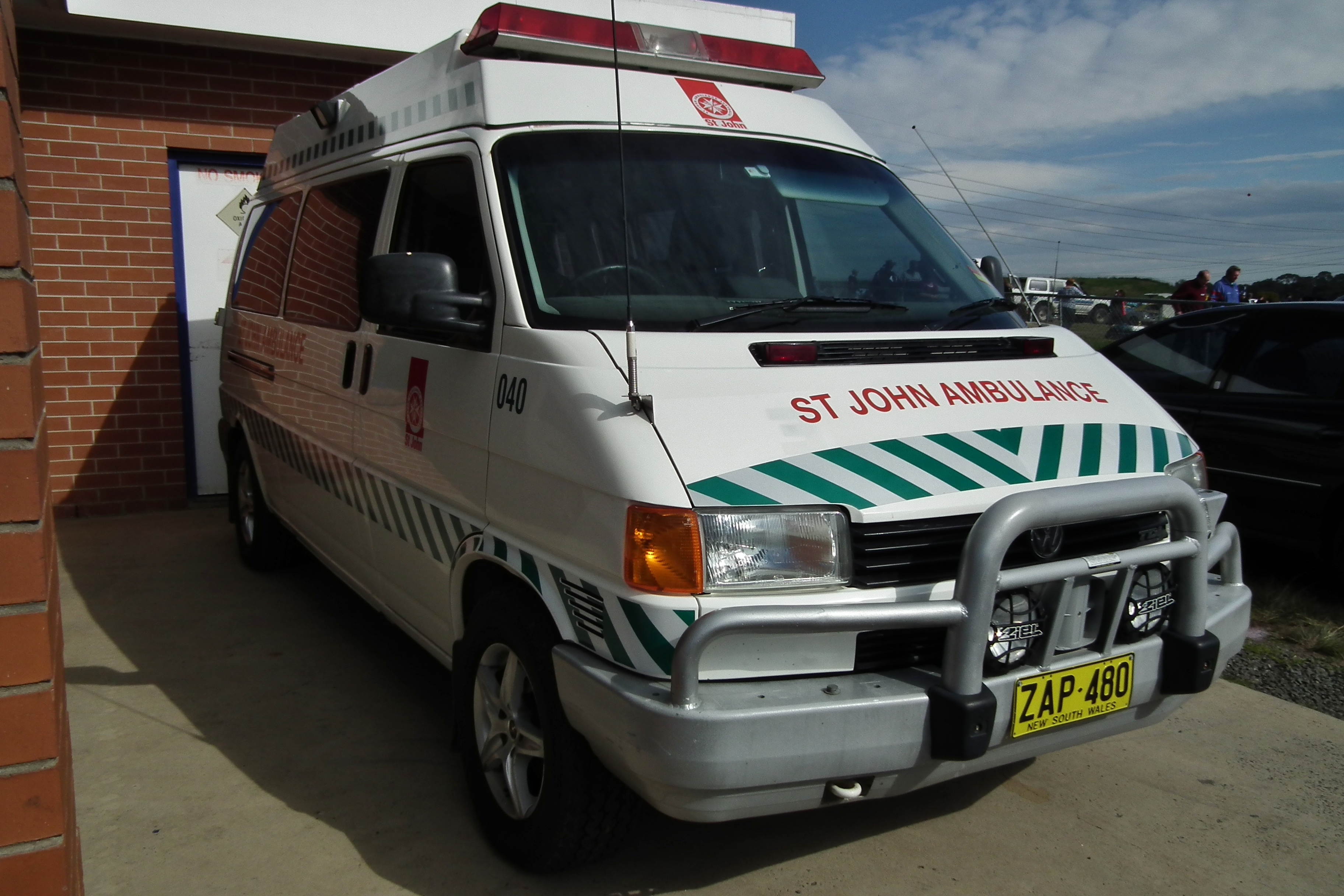
إسعاف سانت جون متطوع للخدمات الصحية (NSW)

تنقسم المنظمة إلى الولايات / الأقاليم التي لها مجالسها الخاصة وتشرف على إدارة الحياة اليومية لسانت جون. تنقسم بعض الولايات أيضًا إلى مناطق، تشرف على جميع الفروع وتقدم تقاريرها إلى مجالس الدولة. يوجد في سانت جون أمبلانس أستراليا ثلاثة فروع رئيسية، لكل منها منطقة عمليات خاصة به.

### الخدمات الاسعافات الاولية
تقدم سانت جون خدمات المتطوعين الصحية وخدمات الإسعافات الأولية في المناسبات وحالات الطوارئ. تنقسم خدمات الإسعافات الأولية إلى ولايات ومناطق وأقسام.
تشمل الأحداث التي يغطيها سانت جون أستراليا الرياضة، مثل ألعاب ملبورن كومنولث لعام 2006 ، حيث عالج فريق من 500 عضو أكثر من 3000 ضحية. تشمل الأحداث الأخرى التي تمت تغطيتها الأحداث الرياضية، مثل بطولة أستراليا المفتوحة، والحفلات الموسيقية وخيالات المجتمع.
يدعم متطوعو St John EHS إدارة الطوارئ في الولايات وخطط الكوارث في بعض الولايات، بالاشتراك مع منظمات أخرى مثل خدمة الطوارئ في الولاية.

### التدريب على الإسعافات الأولية التجارية
سانت جون هي أكبر منظمة تدريب على الإسعافات الأولية في أستراليا. بصرف النظر عن الرائد الرائد تقديم الإسعافات الأولية (دورة الإسعافات الأولية في مكان العمل)، تقدم سانت جون أيضًا تعليمات في موضوعات مثل الإنعاش المتقدم، الإسعافات الأولية المتقدمة، درهم (الرجفان الخارجي الآلي) وإدارة المسكن، الإسعافات الأولية عن بعد والإسعافات الأولية المهنية.
تجمع سيارة إسعاف سانت جون في أستراليا الأموال وتجنيد العاملين في مستشفى سانت جون لطب العيون في القدس. يتم جمع الأموال من خلال التبرعات العامة، ويتم الحصول على الدخل من إجراء دورات الإسعافات الأولية وبيع مجموعات الإسعافات الأولية والبضائع.

### الرعاية المجتمعية
تدير St John Community Care برامج خاصة بكل ولاية. وتتراوح هذه الأنشطة من مساعدة الشباب المحرومين إلى توفير النقل الطوعي وبرامج الدعم للضعفاء والمسنين.

### خدمة الإسعاف

#### القسم الغربي من أستراليا

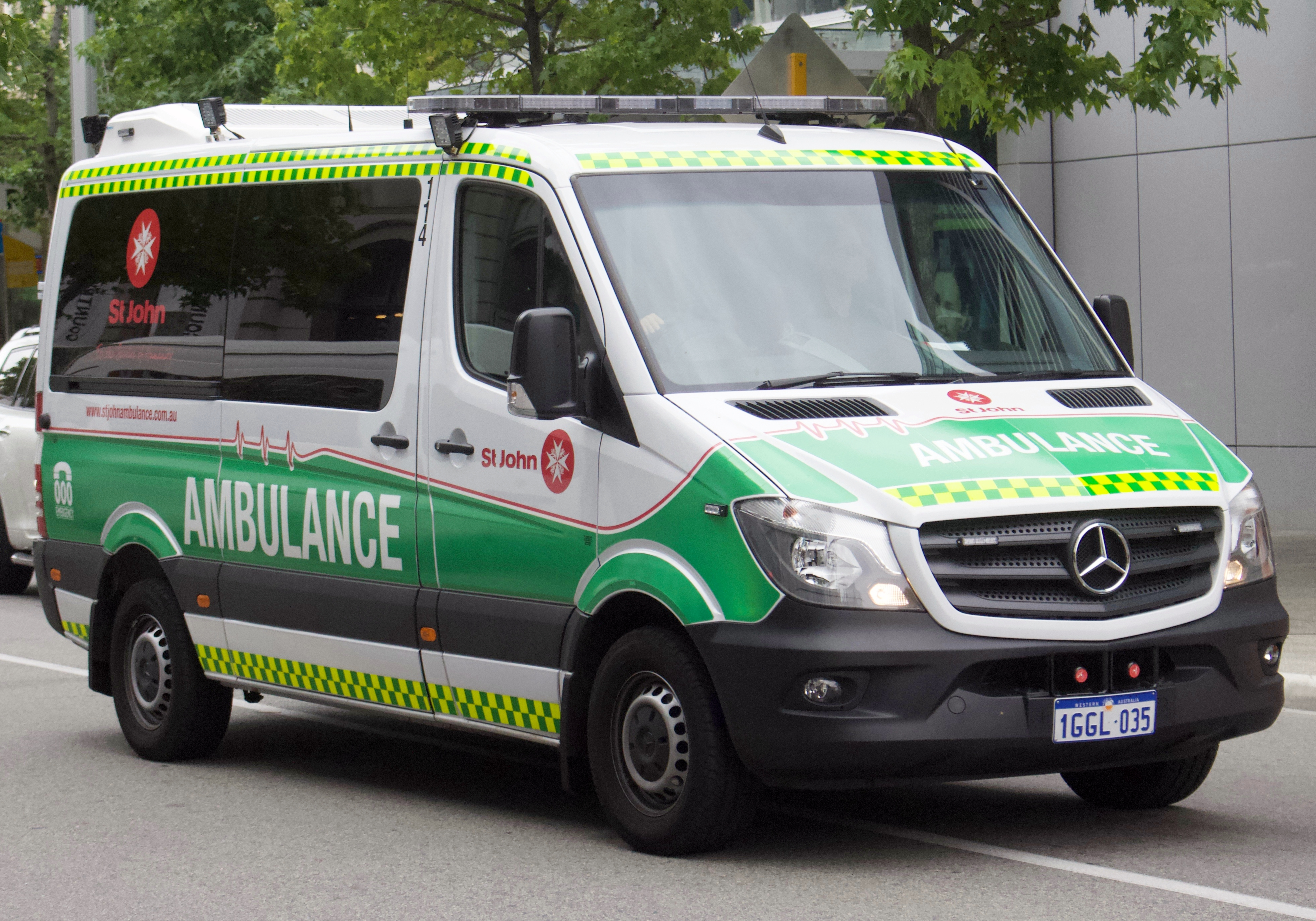
إسعاف سانت جون غرب أستراليا

في غرب أستراليا ، توفر سيارة إسعاف سانت جون خدمة الإسعاف. يتم توفير هذه الخدمة من خلال مزيج من الموظفين بأجر والمتطوعين. يتم استخدام ضباط الإسعاف والمساعدين الطبيين بأجر في المناطق الحضرية والمراكز الإقليمية الأكبر. يتم استخدام ضباط الإسعاف المتطوعين في المناطق الإقليمية وبعض المناطق الحضرية الخارجية.

#### الإقليم الشمالي

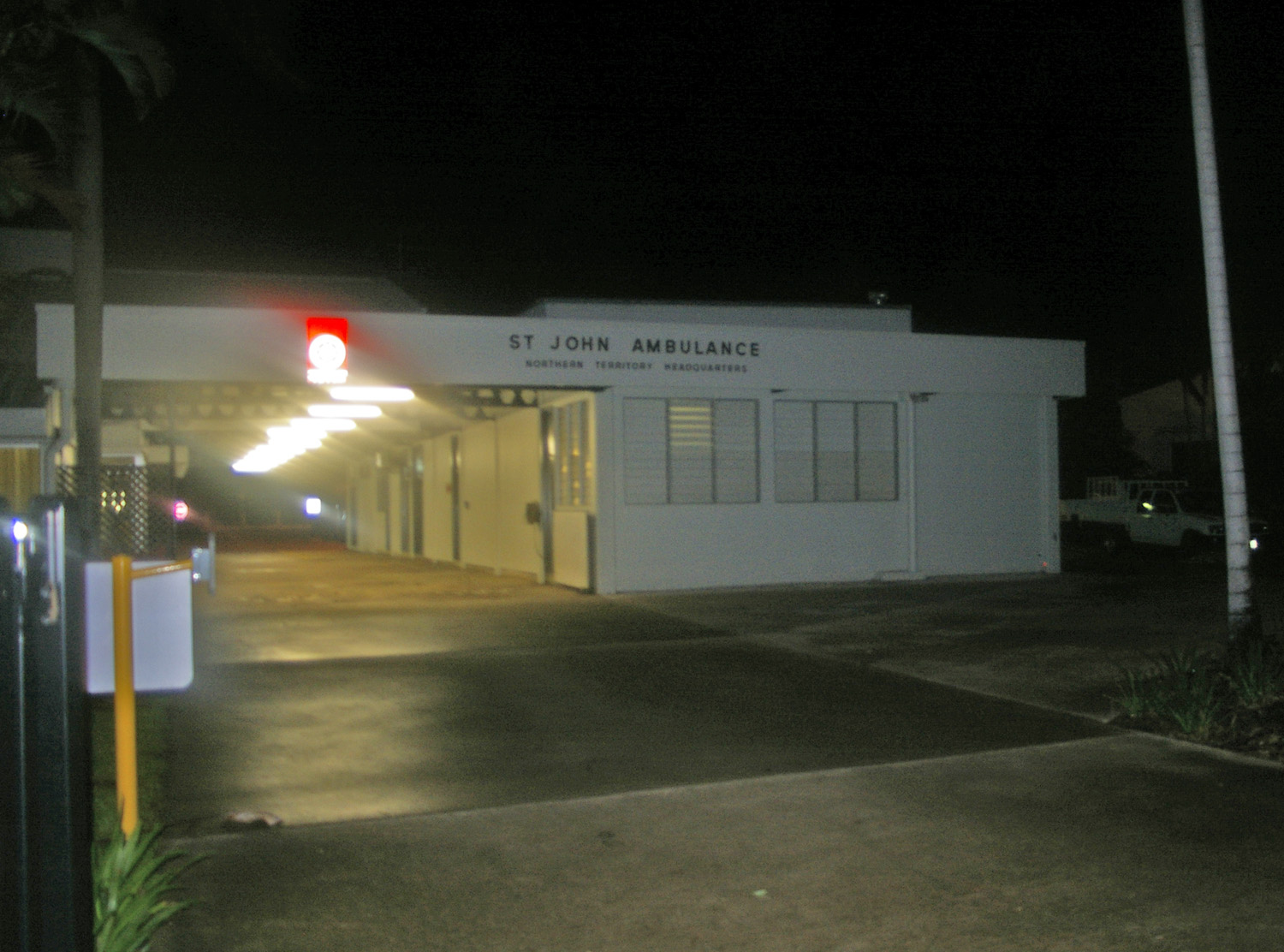
اقليم سانت جون الاسعاف الشمالي

في الإقليم الشمالي ، توفر سيارة إسعاف سانت جون خدمة الإسعاف. يتم توفير هذه الخدمة من خلال مزيج من الموظفين بأجر والمتطوعين. يتم استخدام ضباط الإسعاف والمساعدين الطبيين بأجر في المناطق الحضرية والمراكز الإقليمية الأكبر. يتم استخدام ضباط الإسعاف المتطوعين في المناطق الإقليمية. يتم تقديم الدور الطبي الجوي من خلال CareFlight التي تعمل AW 139 من داروين.

## الرتب في سانت جون

### صفوف كاديت
| مرتبة                            | ملاحظات |
| -------------------------------- | --- |
| شباب / كاديت                     | في سن 12-15 عامًا، لديه مؤهل من الإسعافات الأولية من المستوى 1                                              |
| قائد فرقة الشباب / عريف كاديت    | في سن 12-15 عامًا، حاصل على مؤهل في الإسعافات الأولية من المستوى الأول وخضع لتدريب شباب ضباط الصف           |
| القائد الأول للشباب / كاديت رقيب | المرجع السابق.                                                                                             |
| شباب كبار / كاديت                | من سن 14 إلى 18 عامًا، حاصل على مؤهل في الإسعافات الأولية من المستوى 2 (مؤهل "تقديم الإسعافات الأولية")     |
| قائد فرقة شباب أول / عريف كاديت  | من سن 14 إلى 18 عامًا، حاصل على مؤهل في الإسعافات الأولية من المستوى 2 وخضع لتدريب كبار ضباط الصف في الشباب |
| قائد شباب أول / كبير ضباط رقيب   | المرجع السابق.                                                                                             |
| قائد الشباب ^                    | سن 18-25                                                                                                   |

^ القادة الشباب هم أعضاء بالغون قاموا بدورة قيادة محددة وتم تصنيفهم فوق الشباب ولكن دون جميع صفوف الكبار

### صفوف البالغين
| مرتبة                      | رتبة الجيش الأسترالي المكافئ |
| -------------------------- | ---------------------------- |
| خاص / عضو                  | نشر                          |
| عريف                       | عريف                         |
| شاويش                      | شاويش                        |
| ضابط الصف 6                | ملازم ثاني                   |
| ضابط الصف 5                | أيتها الملازم                |
| ضابط الصف 4                | قائد المنتخب                 |
| ضابط الصف 3                | رائد                         |
| ضابط الصف 2                | مقدم                         |
| ضابط الصف 1                | كولونيل                      |
| مفوض الدولة                | العميد                       |
| موظف وطني الدرجة 3         | عميد جنرال                   |
| موظف وطني الدرجة 2         | لواء                         |
| موظف وطني من الدرجة الأولى | فريق في الجيش                |

- ملحوظة: يجوز لكل رتبة الضباط البالغين أن يحمل ألقابًا محددة داخل قسم أو منطقة أو ولاية / إقليم أو مقر وطني، مثل مشرف القسم أو كبير الموظفين (كاديت).

## حركات الشباب والمتدربين
يدير سانت جون أقسام كاديت للأطفال الذين تتراوح أعمارهم بين 8 و 17 عامًا، وهذا يشمل جونيورز (8-11) وكاديت (11-17). يمكن العثور عليها في معظم المدن أو ضواحي المدن الكبرى في أستراليا. ومن الأمثلة على ذلك قسم Glebe وقسم Bathurst في نيو ساوث ويلز وقسم Dandenong الأكبر في فيكتوريا وقسم Playford Cadet في جنوب أستراليا.
يركز برنامج الشباب في أستراليا على تنمية الشباب في مجموعة متنوعة من الجوانب. يتم تعليم الأعضاء الصغار الإسعافات الأولية والمشاركة في تنمية الشباب والأنشطة الاجتماعية. بالنسبة للطلاب، من الممكن أيضًا دراسة «شارات» مختلفة. تتضمن بعض الموضوعات المتاحة مكافحة الكوارث ورعاية الحيوانات والطهي.
تجتمع أقسام الشباب والمتدربين عبر معظم الأقسام مرة واحدة في الأسبوع، في مكان معين، لإجراء ليلة تدريبية. هناك برنامج تدريبي مخصص لفرق الشباب والطلاب 
يحضر أعضاء الشباب في برامج خدمة الأحداث والإسعافات الأولية الطارئة الواجبات العامة لتقديم الإسعافات الأولية في مختلف المناسبات لأفراد الجمهور. تشمل هذه الواجبات أشياء مثل: Big Day Out و Royal Easter Show (NSW) و National Folk Festival (ACT) وألعاب AFL (جميع حالات AFL) و NRL و Super 12 وألعاب اتحاد الرجبي، من بين الأحداث الشعبية الأخرى. هناك أيضًا العديد من الأحداث الأقل أهمية، مثل الألعاب والأسواق المحلية. في هذه الواجبات، يستخدم أعضاء سانت جون أدوات علاجية مثل معدات العلاج بالأكسجين وأجهزة إزالة الرجفان وغازات المسكن فوق معدات الإسعافات الأولية القياسية.
في معظم الولايات، سيتم تقديم أعضاء شباب جدد (الحد الأدنى للسن 14) من خلال دورة إسعافات أولية مجانية (SFA) مجانًا.
يوفر شباب سانت جون أيضًا فرصًا قيادية للناس من جميع الأعمار. يمتلك البرنامج برنامج قيادة ونظام تصنيف مشابه للجيش.
تقام مسابقات الإسعافات الأولية كل عام. في هذه المسابقات، يتم اختبار الطلاب (في فرق تصل إلى 3، أو بمفردهم) على مهارات الإسعافات الأولية والتفكير العملي وقدرة حل المشكلات ومهارات إدارة المشهد. تقام مسابقة وطنية كل عام في معسكر الطلاب الوطني.

## مجالس الشباب
يتم تشجيع كل ولاية وإقليم على تسهيل توفير مجلس للشباب، كما يقوم المكتب الوطني بتيسير مجلس الشباب الأسترالي. بشكل عام، تقدم مجالس الشباب التوجيه إلى سانت جون بشأن القضايا التي تؤثر على المنظمة وتطورها المستقبلي، خاصة فيما يتعلق برأي ومصالح الشباب.
في عام 2006، أعيد تشكيل مجلس الشباب الأسترالي (AYC) ليكون مؤلفًا من 16 ممثلاً للولاية / الإقليم (يتم ترشيحهم من قبل ولايتهم / إقليمهم، بما في ذلك رئيس الولاية / الإقليم وممثل آخر) و 5 من أصحاب المحافظ الوطنية، بما في ذلك منسق الاتصالات، منسق التدريب والقيادة، منسق تطوير البحوث، منسق السياسات والرئيس الأسترالي. يجلس رئيس AYC أيضًا كعضو كامل في مجلس الإدارة الوطني لشركة St John Ambulance Australia. تشمل أهداف مجلس الشباب الأسترالي ما يلي:
1. للعمل عبر سانت جون لجعلها المنظمة التطوعية المفضلة للشباب في أستراليا.
2. لإتاحة الفرصة للشباب للمشاركة بنشاط في حكم سانت جون.
3. تقديم التوجيه إلى سانت جون الذي سيساهم في زيادة تطوير وتحسين المنظمة.
4. لتطوير القادة الشباب في سانت جون.
5. أن تكون ذات صلة بالشباب.

تجتمع AYC عادةً شخصيًا مرة أو مرتين سنويًا، وعادةً ما تشمل المؤتمر الوطني أو Priory في يونيو، واجتماع آخر (عطلة نهاية الأسبوع لأصحاب المصلحة الشباب) في وقت لاحق من العام، بالإضافة إلى المؤتمرات عن بعد خلال العام والتي قد تشمل إما المجلس بأكمله أو المنتخب الوطني.
تتكون مجالس الشباب من الشباب في المنظمة الذين تتراوح أعمارهم بين 12 و 25 سنة.

## الولايات وأقاليم العمليات
- St John Ambulance Australia غرب أستراليا (خدمة إسعاف الطوارئ وخدمة الإسعافات الأولية)
- سانت جون إسعاف أستراليا إقليم العاصمة الأسترالية
- إسعاف سانت جون أستراليا نيو ساوث ويلز
- إسعاف سانت جون أستراليا جنوب أستراليا
- St John Ambulance المنطقة الشمالية لأستراليا (خدمة إسعاف طوارئ وخدمة إسعاف أولي)
- عربة إسعاف سانت جون أستراليا تسمانيا
- سانت جون إسعاف أستراليا كوينزلاند
- إسعاف سانت جون أستراليا أستراليا

## روابط خارجية
- الموقع الرسمي